# Астрономия в России
Астрономия в России представлена множеством разнообразных организаций и мероприятий, которые рассчитаны на участие любителей астрономии, и даже профессиональных научных сотрудников астрономических НИИ. В России насчитывается около 60 астрономических обсерваторий, 10 вузов с астрономическими отделениями, 1000 профессиональных астрономов и несколько десятков тысяч любителей астрономии.

## Астрономические обсерватории России
Дополнить из Категория:Астрономические обсерватории России:
058 Кёнигсбергская обсерватория (закрыта)

084 Главная (Пулковская) астрономическая обсерватория РАН (ГАО РАН)

GAISh Государственный астрономический институт им. П. К. Штернберга (ГАИШ)

BAO Байкальская астрофизическая обсерватория

PRAO Пущинская радиоастрономическая обсерватория

105 Краснопресненская обсерватория МГУ

094 Симеизская обсерватория

095 Крымская астрофизическая обсерватория и Крымская лаборатория ГАИШ МГУ

102 Звенигородская обсерватория Института Астрономии РАН

110 Астрономическая обсерватория гимназии имени А. Л. Кекина

114 Северокавказская астрономическая станция Казанского университета

115 Специальная Астрофизическая обсерватория РАН (САО, Зеленчукская)

128 Астрономическая обсерватория Саратовского государственного университета

135 Астрономическая обсерватория Казанского университета

136 Астрономическая обсерватория имени В. П. Энгельгардта

168 Коуровская астрономическая обсерватория имени К. А. Бархатовой

183 Частная обсерватория Старлаб, ныне Станция оптических наблюдений «Архыз», САО РАН

236 Обсерватория Томского государственного университета

255 40-й Отдельный командно-измерительный комплекс, радиотелескоп РТ-70

B17 40-й Отдельный командно-измерительный комплекс, радиотелескоп АЗТ-8

584 Астрономическая обсерватория Санкт-Петербургского университета

B05 Частная обсерватория Ка-Дар

B16 Обсерватория НОУ «Первая московская гимназия» (Липки)

B18 Терскольский филиал ИНАСАН

B94 Обсерватория Астерион Петрозаводского государственного университета

C00 Обсерватория Великие Луки

C06 Обсерватория Сибирского государственного аэрокосмического университета

C15 Уссурийская астрофизическая обсерватория

C20 Кисловодская горная астрономическая станция ГАО РАН

C30 Наблюдательная станция Шёлтозеро Петрозаводского государственного университета

C32 Астрономическая станция ТАУ Обсерватории Ка-Дар

C40 Астрофизическая обсерватория КубГУ

C41 МАСТЕР-II, Кавказская горная обсерватория ГАИШ МГУ (в стадии строительства)

C48 Саянская обсерватория ИСЗФ СО РАН

C80 Донская астрономическая обсерватория

IO Астрономическая обсерватория Иркутского государственного университета

Badary Радиоастрофизическая обсерватория «Бадары»

- Профессиональные обсерватории:

| Код      | Название                                                                       | Место расположения                                | Широта | Долгота | Высота над уровнем моря, м |
| -------- | ------------------------------------------------------------------------------ | ------------------------------------------------- | ------ | ------- | -------------------------- |
| 084      | Главная (Пулковская) астрономическая обсерватория РАН (ГАО РАН)                | Санкт-Петербург                                   | 59°46" | 30°20"  | 75                         |
|          | Государственный астрономический институт им. П. К. Штернберга (ГАИШ)           | Москва, МГУ                                       | 55°42" | 37°33"  | 194                        |
|          | Байкальская астрофизическая обсерватория                                       | Листвянка (Иркутский район), Иркутская область    |        |         | 645                        |
|          | Пущинская радиоастрономическая обсерватория                                    | Пущино                                            | 54°49" | 37°38"  |                            |
| 105      | Краснопресненская обсерватория МГУ                                             | Москва                                            | 55°45" | 37°34"  | 142                        |
| 094, 095 | Симеизская обсерватория; Крымская астрофизическая обсерватория                 | Крым, Симеиз; посёлок Научный                     | 44°44" | 34°02"  | 550                        |
|          | Крымская лаборатория ГАИШ МГУ                                                  | Крым, поселок Научный                             | 44°44" | 34°02"  | 600                        |
| 102      | Звенигородская обсерватория Института Астрономии РАН                           | близ Звенигорода                                  | 55°42" | 36°46"  | 180                        |
| 110      | Астрономическая обсерватория гимназии имени А. Л. Кекина                       | Ростов, Ярославская область                       |        |         | 100                        |
| 114      | Северокавказская астрономическая станция Казанского университета               | близ САО РАН                                      |        |         | 2026                       |
| 115      | Специальная Астрофизическая обсерватория РАН (САО, Зеленчукская)               | Карачаево-Черкесия, гора Семиродники              | 43°39" | 41°26"  | 2100                       |
| 128      | Астрономическая обсерватория Саратовского государственного университета        | Саратов                                           |        |         |                            |
| 135      | Астрономическая обсерватория Казанского университета                           | Казань                                            |        |         | 75                         |
| 136      | Астрономическая обсерватория имени В. П. Энгельгардта                          | близ Казани                                       | 55°50" | 48°49"  | 98                         |
| 168      | Коуровская астрономическая обсерватория имени К. А. Бархатовой                 | г. Первоуральск, с. Слобода                       | 57°02" | 59°33"  | 260                        |
| 183      | Частная обсерватория Старлаб, ныне Станция оптических наблюдений «Архыз»       | САО РАН, Карачаево-Черкесия                       | 43°39" | 41°25"  | 2062                       |
| 236      | Обсерватория Томского государственного университета                            | Томск                                             | 56°28" | 84°58"  | 137                        |
| 255      | 40-й Отдельный командно-измерительный комплекс, радиотелескоп РТ-70            | близ Евпатория                                    |        |         |                            |
| B17      | 40-й Отдельный командно-измерительный комплекс, радиотелескоп AZT-8 Evpatoria  | близ Евпатория                                    |        |         |                            |
| 584      | Астрономическая обсерватория Санкт-Петербургского университета                 | Санкт-Петербург, центр                            | 59°57" | 30°16"  | 20                         |
| B05      | Частная обсерватория Ка-Дар                                                    | пос. Кузьминское, Московская область              | 55°15" | 37°53"  | 176                        |
| B16      | Обсерватория НОУ «Первая московская гимназия» (Липки)                          | пос. Липки, Одинцовский район, Московская область |        |         | 218                        |
| B18      | Терскольский филиал ИНАСАН                                                     | Кабардино-Балкарская республика                   |        |         | 3127                       |
| B94      | Обсерватория Астерион Петрозаводского государственного университета            | Петрозаводск, район Древлянка, Республика Карелия | 61°46" | 34°16"  | 143                        |
| C00      | Обсерватория Великие Луки                                                      | Великие Луки                                      |        |         |                            |
| C06      | Обсерватория Сибирского государственного аэрокосмического университета         | Красноярск                                        |        |         | 160                        |
| C15      | Уссурийская астрофизическая обсерватория                                       | Горнотаежное, Приморский край                     |        |         | 274                        |
| C20      | Кисловодская горная астрономическая станция ГАО РАН                            | Карачаево-Черкесия, плато Шатджатмаз              | 43°44" | 42°32"  | 2070                       |
| C30      | Наблюдательная станция Шёлтозеро Петрозаводского государственного университета | Шёлтозеро, Республика Карелия                     |        |         | 42                         |
| C32      | Астрономическая станция ТАУ Обсерватории Ка-Дар                                | Нижний Архыз, Карачаево-Черкесия                  |        |         | 2060                       |
| C40      | Астрофизическая обсерватория КубГУ                                             | Краснодар                                         | 45°01" | 39°01"  | 71                         |
| C41      | МАСТЕР-II, Кавказская горная обсерватория ГАИШ МГУ                             | Кисловодск и Карачаево-Черкесия, плато Шатджатмаз | 43°44" | 42°32"  | 2100                       |
| C48      | Саянская обсерватория ИСЗФ СО РАН                                              | пос. Монды                                        | 51°37" | 101°00" | 2000                       |
| C80      | Донская астрономическая обсерватория                                           | Ростов-на-Дону                                    | 47°17" | 39°46"  | 80                         |
|          | Обсерватория Рязанского университета                                           | Рязань, центр                                     | 54°38" | 39°45"  | 110                        |
|          | Астрономическая обсерватория Иркутского государственного университета          | Иркутск                                           | 52°17" | 104°02" | 456                        |
| 058      | Кёнигсбергская обсерватория                                                    | Калининград                                       | 54°43" | 20°30"  | 24                         |
|          | Радиоастрофизическая обсерватория «Бадары»                                     | Восточный Саян                                    | 51°46" | 102°12" | 832                        |

Космические обсерватории СССР и РФ:
- Коронас-Фотон (исследование Солнца);
- Миллиметрон ;
- Спектр-Р;
- Спектр РГ;
- Астрон (космический аппарат);
- Гранат (обсерватория);
- Интеграл (обсерватория);
- Всемирная космическая обсерватория - Ультрафиолет;
- Интербол (космический проект);
- РЕЛИКТ-1;
- Квант-1 --> Глазар;
- Тесис;
- Гамма (обсерватория).

Зарубежные филиалы российских обсерваторий:
- Боливийская национальная обсерватория (до 1993 года была Российской);
- Станция ГАО РАН обсерватории Кампо-Императоре (Италия);
- Обсерватория ISON-NM (США).

Обсерватории, построенные в СССР:
- Тянь-Шаньская астрономическая обсерватория (бывший филиал ГАИШ МГУ);
- Майданакская высокогорная обсерватория (бывший филиал ГАИШ МГУ);
- Национальный центр управления и испытаний космических средств (Евпатория, Россия/Украина[3]);
- Обсерватория Ассы-Тургень;
- Обсерватория Каменское плато;
- Обсерватория Санглок;
- Гиссарская астрономическая обсерватория;
- Батабатская астрофизическая обсерватория;
- Китабская международная широтная станция;
- Бюраканская астрофизическая обсерватория;
- Грузинская национальная астрофизическая обсерватория;
- Обсерватория Граково;
- Маяки (наблюдательная станция);
- Лесники (наблюдательная станция);
- Крыжановка (наблюдательная станция);
- Главная астрономическая обсерватория Национальной академии наук Украины;
- Лаборатория космических исследований Ужгородского национального университета.

Учебные обсерватории:
- Обсерватория Астерион

Любительские обсерватории:
- Обсерватория Старлаб;
- Обсерватория Ка-Дар;
- Астрономическая станция ТАУ;
- Астротел (Кавказ);
- Обсерватория Вега (Новосибирск);
- Обсерватория Спонли (Space online).

## Самые крупные астрономические инструменты в России
Оптика (более 1 м в диаметре)
- БТА (6,05 м);
- Зеркальный телескоп Шайна (2,64 м);
- Зеркальный 2,5 м телескоп (2,5 м);
- Цейсс-2000 (2 м);
- АЗТ-33ИК (1,6 м);
- АЗТ-11 (1,25 м);
- Цейсс-122 (1,22 м);
- 1.2-метровый (1,2 м).

Радио
- РТ-70 — 2 шт. (Уссурийск, Евпатория);
- РТ-64 — 2 шт. (Калязин, Медвежьи Озера);
- РАТАН-600 (станица Зеленчукская);
- РТ-22 — точность изготовления зеркала (22 м) позволяет работать на длинах волн вплоть до 1 мм;
- РСДБ-комплекс «Квазар-КВО» — три радиотелескопа по 13 м (Светлое, Зеленчукская, Бадары). Полноценная работа системы началась 4 декабря 2020 года, после ввода в эксплуатацию третьего радиотелескопа в обсерватории «Светлое» в Ленинградской области; планируетя расширить возможности системы за счет строительства четвёртого телескопа на площадке Уссурийской астрофизической обсерватории. Комплексы «Квазар» и «Квазар-КВО» — самые крупные научные инструменты, созданные в российской астрономии за последние 50 лет. В мире есть только две постоянно действующие сети радиотелескопов, выполняющие задачи координатно-временного обеспечения — одна в России, вторая в США; американская сеть включает 10 антенн[4].

## Астрономические вузы и НИИ России
Вузы с астрономическим отделением:
- Физический факультет МГУ, астрономическое отделение (на базе ГАИШ);
- КФУ;
- СПбГУ;
- УрФУ.

Исследовательские:
- ИНАСАН;
- ГАИШ;
- АКЦ ФИАН;
- ИКИ РАН;
- Главная (Пулковская) астрономическая обсерватория Российской академии наук;
- Центр физики элементарных частиц и астрофизики (МЦФЭЧиА) Новосибирского государственного университета;
- ИПА РАН.

## Стационарные планетарии России
- Московский планетарий;
- Волгоградский планетарий;
- Саратовский планетарий;
- Малый Новосибирский планетарий СГУГиТ;
- Большой Новосибирский планетарий[5];
- Иркутский планетарий[6];
- Новокузнецкий планетарий;
- Санкт-Петербургский планетарий.

## Астрономические мероприятия
Любительские:
- Астрофест;
- Сибирский астрономический форум;
- Астрослет Мезмай и Солнечный Ветер.

Во многих городах России проводится тротуарная астрономия.
Профессиональные:
- Всероссийская астрономическая конференция (ВАК);
- Астрофизическая школа в г. Пущино.

## Астрономические проекты
Реализованные в СССР:
- СоПроГ — СОветская ПРОграмма исследований кометы Галлея;
- ГЛОБМЕТ — ГЛОБальная система МЕТеорных наблюдений — международная программа, предложенная советскими учёными (реализация 1980—1990 годов)[7];
- «Большая хорда» — наблюдения ИСЗ[8].

## Астрономические достижения и открытия
- Атмосфера Венеры, она же первая открытая за пределами Земли атмосфера, была открыта 6 июня 1761 года М. В. Ломоносовым во время прохождения Венеры по диску Солнца;
- Кометы: 17 декабря 1989 года была обнаружена комета C/1989 Y1 (Скоритченко — Джорджа), одним из первооткрывателей которой является Б. Н. Скоритченко;
- Новые:

- 10 февраля 1901 года профессорским стипендиатом Ивановским и студентом Писаревым в Астрономической обсерватории Казанского университета была замечена новая звезда в созвездии Персея (GK Персея, независимо от официального первооткрывателя Андерсона в Эдинбурге). 8 февраля её же обнаружили ученики Киевской гимназии астрономы-любители А. А. Борисяк и А. А. Барановский;
- Новую Лебедя 1920 года открыл любитель астрономии Б. В. Окунев;
- Новая Ящерицы 1936 года была открыта молодым советским любителем астрономии С. С. Норманом;
- Новую Северной Короны 1946 года открыл путевой обходчик А. С. Каменчук.

- Пульсары:

- PSR J0129+36 был открыт 9 января 2024 года группой астрономов во главе с С. А. Тюльбашевым из Пущинской радиоастрономической обсерватории;
- SRGA J144459.2-604207 был открыт 21 февраля 2024 года сотрудниками Института космических исследований РАН с помощью телескопа ART-XC имени М. Н. Павлинского на космической обсерватории «Спектр-РГ».

- Экзопланеты:

- HD 208897 b была открыта в 2017 году. Это первая экзопланета, открытая по наблюдениям на российско-турецком телескопе RTT150. К открытию планеты были причастны астрономы Казанского университета.
- Существование экзопланеты TOI-3570.01 было подтверждено в 2024 году учёными Государственного астрономического института имени П. К. Штернберга с помощью глобальной сети телескопов-роботов МАСТЕР.

## Зафиксированные наблюдения солнечных затмений и прохождений Венеры по диску Солнца
- Солнечное затмение 1 мая 1185 года;
- Солнечное затмение 28 июля 1851 года;
- Солнечное затмение 31 июля 1981 года;
- Солнечное затмение 29 марта 2006 года;
- Солнечное затмение 1 августа 2008 года;
- Прохождение Венеры по диску Солнца 6 июня 1761 года;
- Прохождение Венеры по диску Солнца 4 июня 1769 года;
- Прохождение Венеры по диску Солнца 9 декабря 1874 года;
- Прохождение Венеры по диску Солнца 8 июня 2004 года;
- Прохождение Венеры по диску Солнца 6 июня 2012 года.

## Астрономические клубы, кружки и объединения
- АГО (Астрономо-геодезическое объединение, бывшее ВАГО);
- МАК (Московский астрономический клуб);
- Сообщество любителей астрономии «Урания» (Москва, Сокольники);
- СПАГО г. Санкт-Петербург;
- Нижегородский клуб ЛА (Императорская Россия);
- Отдел астрономии и космонавтики МГДДЮТ;
- Отдел астрономии ДНТТМ;
- Новосибирская областная общественная организация «Новосибирское астрономическое общество»;
- Клуб любителей астрономии при Горно-Алтайском государственном университете[17];
- Астрономический кружок при Московском планетарии;
- Астрошкола при ГАИШ, Москва;
- Астрошкола при Институте солнечно-земной физики СО РАН, Иркутск[18];
- Кружок в ФМЛ № 131 г. Казань;
- Астрономический клуб «Лира», КФУ, г. Казань;
- Красноярский астрономический клуб;
- Астрономический клуб «Астерион», г. Петрозаводск.

## Периодические астрономические издания
Профессиональные:
- Письма в астрономический журнал;
- Астрономический журнал;
- Астрономический вестник;
- Космические исследования.

Любительские:
- Земля и Вселенная;
- Звездочёт (выпускался с 1994 по 2005 года);
- Вселенная, Пространство и Время (выпускается на русском языке на Украине);
- Астро Инфо Ка-Дар (выпускался с 2005 по 2008 год).

Электронные издания:
- Небосвод;
- Астрономическая газета.